# Marktkirche, Hannover
Protestantsko-luteranski Marktkirche svetega Jurija in Jakoba, splošno znana kot Marktkirche ('Cerkev na trgu') je najstarejša od treh župnijskih cerkva v starem mestnem jedru Hannovra (drugi sta Aegidienkirche in Kreuzkirche). Cerkev z visokim stolpom višine 97 metrov je ena od znamenitosti Hannovra. Je glavna luteranska cerkev v Hannovru v Nemčiji. Zgrajena je bila v 14. stoletju in je skupaj z bližnjo staro mestno hišo najjužnejši primer arhitekturnega sloga severno-nemške opečne gotike (norddeutsche Backsteingotik). Streha in oboki ladij so bili uničeni leta 1943 v zračnem napadu in obnovljeni leta 1952.

## Zgodovina
Prejšnjo romansko stavbo, ki je bila zgrajena leta 1125 na tem mestu in se prvič leta 1238 imenovala po svetem Juriju, so odkrili med izkopavanji leta 1952. Že leta 1340 so bila nameščena prva barvna steklena okna; od leta 1342 je nosila oznako ecclesia Sanctorum Jacobi et Georgii. Jakob, ki je bil v srednjem veku zelo priljubljen zavetnik romarjev in trgovcev (špansko Santiago) in sveti Jurij, eden izmed 14 pomočnikov in znan kot legendarni ubijalec zmaja, sta patrona cerkve. Leta 1344 je bil razpis za donacije meščanov za cerkev, leta 1347 so začeli graditi temelje stolpa. Dve leti kasneje so dobili dovoljenje za rušenje stare cerkvene stavbe (okoli katere je bila zgrajena nova cerkev). Leto 1360 je bila posvečena in leta 1368 je bila gradnja zvonika na koncu prekinjena zaradi revščine in kuge in posledično pomanjkanja denarja. Prvotno načrtovan s strmo, je zvonik dobil strešno kupolo v obliki manjše podobe samega stolpa. Leto 1388 je bilo potrjeno z  dendrokronologijo za postavitev ostrešja (sečnja med 1385-1388).
Po 14. stoletju je bil zgrajen majhen dodatek na severni strani cerkve (zdaj izginil), ki je bil uporabljena kot zakristija. Zahodno obstaja od leta 1510 večja in nekoliko mlajša nekdanja kapela svete Ane, imenovana tudi kapela Sodenovih.
1852-1855 je bila restavrirana notranjost po navodilih Ludwiga Droste, na novo pobarvana in opremljena, kjer Duve oltar izginil brez sledi. V dveh zračnih napadih na Hannover med drugo svetovno vojno v juliju in oktobru 1943, so bili zunanji zidovi in stebri uničeni, večina strešnih nosilcev pa je bila ohranjena. Rekonstrukcijo so izvedli med letoma 1946-1952 po načrtih arhitekta Dietera Oesterlena, kjer je opeka v notranjosti popolnoma izpostavljena.

## Opis
- Dolžina cerkve (vključno s stolpom): 61,50 m
- Celotna širina: 26,60 m
- višina do kapi: 19 m
- višina stolpa: 97,26 m (z vremenskim petelinom 98 m)
- širina osrednje ladje: 8 metrov, stranskih 5,40 vsak.

Material je pretežno rdeča opeka. Cokel, tlaki, zahodni portal in vogali sten stolpa so izdelani iz peščenjaka. Triladijska dvorana s petimi obočnimi polami je zaprta s precej velikim glavnim korom s poligonom 7/10 in stransko apsido s poligonom 5/10. Kot model je služila cerkev svete Marije v Wieseju (Soest), tudi mogočni zahodni stolp je v tradiciji vestfalskih vzornikov, medtem ko je za ladjo z okrogli stebri služila kot vzor cerkev sv. Janeza v Lüneburgu.
Med velikimi zgradbami severnonemške opečne gotike je Marktkirche najjužnejši primer.

### Glavni oltar
Retabel glavnega oltarja je bil prvotno dvojni krilni oltar. Oltar, zgrajen okoli leta 1480, je bil premaknjen v Egidijevo cerkev leta 1663 med namestitvijo baročnega oltarja (podaril ga je Johann Duve). Od tod je prišel leta 1856 v Welfenmuseum, zato je ostal v vojni (razen zunanjega krila) nespremenjen in bil leta 1952 nameščen nazaj v Marktkirche.
Pri odprtih krilih je 21 prizorov, izklesanih iz lipe, prikazujejo Jezusov pasijon po grafičnih predlogah Martina Schongauerja . Na dnu so medaljoni z glavami prerokov, kot "kulturno-zgodovinska posebnost" (U. Müller) je patriarh Jakov z očali (četrti z leve). Zunanje strani poslikanih notranjih kril (zunanja krila so uničena) kažejo prizore iz življenja in mučeništva dveh cerkvenih zavetnikov Jakoba in Jurija.

### Drugo
- Okoli 1500 sta bila verjetno v Hildesheimu ustvarjena dva krstilnika iz medenine. Počivata na petih levih v desnem (južnem) koru, prišla sta leta 1943 iz uničene Egidijeve cerkve.
- Posebej privlačna so barvna stekla v treh vzhodnih oknih glavnega kora. Od 30 oken jih 20 s mučeniškimi prizori sega v 14. stoletje (ok. 1370); so med najpomembnejšimi v severni Nemčiji. Druge so pripeljani sem iz različnih krajev ali prihajajo iz obnov 19. in 20. stoletja. Dvoje oken sta ustvarila studio Alexander Linnemann in Otto Linnemann iz Frankfurta.
- Leta 1624 je bil gumb in vremenski petelin na cerkvenem stolpu tako močno poškodovan zaradi vetra in neurja, da ju je bilo treba obnoviti. Leta 1702 je bil zvonik prekrit z bakrom in nameščen nov petelin, ki pa je naslednje leto odpadel. Šele leta 1705 je bil spet postavljen nov petelin.
- Med obnovo je bila v kleti zgrajena skupnostna dvorana Bödekersaal, poimenovana po Hermanu Wilhelmu Bödekerju, pastorju v Marktkirche 1825-1875. Tu se lahko vidi tudi temelje cerkve, ki so, kot so ugotovili pri rekonstrukciji, dosegli več kot tri metre v globine.
  - V Bödekersaali je plaketa v spomin na 21 državljanov iz tridesetletne vojne, ki jih je ubil Hainholz; tablo je naredil pastor David Meyer [3].

### Orgle
Do druge svetovne vojne so bile v stolpu Marktkirche velike orgle, ki so bile delno glasbilo iz 17. stoletja. Te v obliki iz leta 1893 so bile v veliki meri uničene med drugo svetovno vojno.
Današnje velik orgle so na zadnji steni južne stranske ladje. Leta 1953-1954 so jih zgradili orgelski mojstri Emil Hammer (Hannover) in Rudolf von Beckerath Orgelbau (Hamburg) z 61 registri na štirih manualih in pedali. Prospekt za orgle je zasnoval Dieter Oesterlen.
V letih od 2007 do 2009 so jih akustično obnovili in ponovno uporabili približno 50% materiala cevi. Danes imajo 64 registrov, vključno z 39 registri, ki so delno ali v celoti sestavljeni iz materiala prejšnjih orgel. So mehanske. 

## Zunanjost
- V trikotnih zatrepih stolpa so znaki: na vzhodni strani obrnjen pentagram, na severni in južni strani heksagram (Davidova plošča) [5].
- Bronasti portal zahodnega vhoda (današnji glavni vhod) je leta 1959 ustvaril Gerhard Marcks. Je v skladu z motom discordia et concordia (razdor in harmonija), pod dvema stebroma drevesa življenja so temeljne človekove situacije, kjer kipar ni prizanesel bližnji preteklosti Nemčije, kot so prizori z vislicami in tanki, nacistični govorci, gore trupel in goreče hiše. Predvsem pa se v zgornjem polju pojavi vstali Kristus. Portal je ustanova mesta Hannover za 600. obletnico Marktkirche.
- V zahodnem portalu je mogoče videti na vogalih skulpture pokroviteljev cerkve: levo Jurija ubijalca zmaja in desno Jakoba z romarsko palico, obe stvaritve kiparja Jürgena Webra (1992) iz Braunschweiga. Kipa dveh svetnikov, ki sta bila tam že prej, je Jakob uničen v vojni in Jurij nameščen na levi (sever) kora.
- Zunaj nekdanjega južnega portala sta dve sončni uri: desno zgoraj ena iz leta 1555, levo na stebru imenovana Kanonialuhr s časom molitve, ki verjetno izvira iz časa gradnje cerkve. Tako je ta sončna ura najverjetneje najstarejša ura v Hannovru.
- Dve skulpturi na straneh zvonika sta hanovrskega kiparja Carla Dopmeyerja in sta: na severni strani Hermann Wilhelm Bödeker in na južni strani Martin Luther.
- Epitafi in nagrobne plošče (znotraj in zunaj) so večinoma iz 16./17. stoletja.

- Sveti Jakob na portalu desno
- Bronasti portal Gerharda Marcksa (1959)
- Marktkirche leta 1910
- Stolpna ura
- Sončna ura 14. st.
- Sončna ura iz leta 1555

## Okolica
26. junija 1533 se je na trgu, med Marktkirche in staro mestno hišo, zgodil zgodovinski dogodek, ki ga lahko opišemo kot začetek reformacije v Hannovru: prisega zbranega ljudstva pod njihovim predstavnikom Dietrichom Arnsborgom. To sceno je posnel Ferdinand Hodler v svojem muralu Soglasje (1913) v Hodlerjevi dvorani nove mestne hiše v Hannovru.
Od leta 1850 se božični trg v Hannovru odvija v starem mestnem jedru okoli Marktkirche. Zaradi svoje ulične atmosfere z lesenimi hišami in stojnicami je turistična zanimivost. Leta 2007 je zabeležil približno 1,5 milijona obiskovalcev.
Nekaj korakov od zahodnega portala v smeri Kramerstraße in Knochenhauerstraße je v pločniku križ. S tega položaja seže pogled na štiri cerkve s stolpi: Marktkirche, Aegidienkirche, Kreuzkirche in cerkev Neustädter. Že pred 300 leti je bil ta kraj ena od sedmih znamenitosti mesta Hannover, ki so ga morali obiskati tavajoči obrtniki.

## Pokroviteljstvo
Mesto Hannover je od leta 1574 pokrovitelj nad Marktkirche.  Župan Stefan Schostok od januarja 2014 opravlja funkcijo pokroviteljev, pri čemer je član odbora v župniji in ima vlogo pri zasedbi pastorjev. 